# Мариапоч
Мариапоч (венг. Máriapócs) — город в медье Сабольч-Сатмар-Берег, Венгрия. Расположен к востоку от города Ньиредьхаза. Статус города с 1993 года.
Город Мариапоч является местом паломничества. Здесь расположена греко-католическая церковь. В церкви у алтаря находится икона Богоматери, считающаяся чудотворной. Эта икона является копией, выполненной в XIX веке. Оригинал хранится в Соборе Святого Стефана в Вене
Город занимает площадь 22,09 км². Население — 2079 жителей (2010 г). По данным 2001 года, среди жителей города 96 % — венгры, 4 % — цыгане.

## Население
| Год  | Численность | Численность |
| ---- | ----------- | ----------- |
| 2013 | 2155        | [ 5 ]       |
| 2014 | 2146        | [ 6 ]       |
| 2015 | 2153        | [ 7 ]       |
| 2021 | 2036        | [ 8 ]       |
| 2022 | 1887        | [ 9 ]       |
| 2023 | 1888        | [ 10 ]      |
| 2024 | 1822        | [ 1 ]       |